# アルザイン・タレク
アルザイン・タレク・ジュマ・サレム（Alzain Tareq Juma Salem, 2005年4月14日 - ）は、バーレーン出身の女子競泳選手。2015年カザン世界水泳選手権に大会史上最年少となる10歳で出場した選手である。これは世界水泳選手権における最年少出場者としてギネス世界記録に掲載されている。

## 経歴
元プロ水泳選手の父タレク・ジュマ・サレム・ベラル、スコットランド人で教師の母との間に生まれる。父のサポートを受けて水泳を4歳から始めると、5歳か6歳の頃には大会のために遠征をし、7歳の頃からバーレーン選手権に出場している。
2015年8月、カザンで開催された世界選手権に大会史上最年少となる10歳の若さで出場して物議を醸した。タレクはバーレーンの選考大会でシニアの選手たちなどを破りバーレーン最速の選手となったが、世界選手権の参加標準記録を破ることはできなかった。しかし、参加標準記録を破る選手が出なかった国・地域からも一定数の選手を出場させることができ、尚且つ競泳競技の年齢制限も当時は撤廃されていたことから、タレクはわずか10歳でバーレーン代表として大会に参加することができた。大会には50m自由形とバタフライの2種目に出場したが、タレクのエントリー記録は自由形が38秒21、バタフライが41秒12で、参加標準記録には程遠いタイムだった（自由形はA標準25秒23・B標準26秒11、バタフライはA標準26秒54・B標準27秒47）。最初に出場した50mバタフライ予選では出場64選手中最下位（41秒13）に終わり、全体1位のサラ・ショーストレムのタイムとは15秒70、予選突破タイム（全体16位）とは14秒64の差があった。翌日の50m自由形予選では自己ベストを3秒ほど縮め（35秒78）、出場113選手中105位という成績を残したが、全体1位のケイト・キャンベルとは11秒38、予選突破タイム（全体16位）とは10秒60の差があった。10歳で世界選手権に出場したタレクは話題を呼び、レース後のミックスゾーンは各国の報道陣がインタビューを求め殺到した。また、カザンに到着した頃は、自身のアイドルであるサラ・ショーストレムやケイト・キャンベルなど他の競技者と写真を撮るために勤しんだタレクだったが、やがてタレクとの写真を求め他の競技者のほうから近づいてくるようになった。
10歳の少女を世界選手権に出場させたことによって世界水泳連盟には批判の声も上がり、世界水泳連盟は世界選手権の年齢制限復活を検討することになった。そして世界選手権の年齢制限は次の2017年ブダペスト大会から復活し、開催年の12月31日時点で14歳に達しない選手は参加できなくなった。なお、2024年11月9日現在の規則では、オリンピック、世界選手権、世界短水路選手権の年齢制限は、世界ジュニア選手権と同様に開催年の12月31日時点で男女ともに14歳以上だが、参加B標準を突破していればその年齢に達していなくても参加できる。

## 世界大会の成績
世界水泳連盟のウェブサイト参照
| 年             | 大会           | 場所           | 種目           | 結果           | 記録           | 備考           |
| バーレーン代表 | バーレーン代表 | バーレーン代表 | バーレーン代表 | バーレーン代表 | バーレーン代表 | バーレーン代表 |
| -------------- | -------------- | -------------- | -------------- | -------------- | -------------- | -------------- |
| 2015           | 世界選手権     | カザン         | 50m自由形      | 予選105位      | 35秒78         | 自己ベスト     |
| 2015           | 世界選手権     | カザン         | 50mバタフライ  | 予選64位       | 41秒13         |                |